# Linia kolejowa nr 117
Linia kolejowa nr 117 Kalwaria Zebrzydowska Lanckorona – Bielsko-Biała Główna – jednotorowa, zelektryfikowana, drugorzędna linia kolejowa położona w granicach dwóch województw: śląskiego i małopolskiego.
Linia została otwarta 1 czerwca 1888 roku. Po podziale Śląska Cieszyńskiego pomiędzy Polskę oraz Czechosłowację utworzono posterunek graniczny na moście kolejowym na Olzie w Cieszynie. Dawna austriacka kolej została podzielona na linie polskie i czechosłowackie; wówczas powstała linia kolejowa Kalwaria Zebrzydowska Lanckorona – Bielsko-Biała.

## Rewitalizacja
W lipcu 2018 r. PKP PLK ogłosiły przetarg na zaprojektowanie i wykonanie robót na odcinku długości 29,371 km pomiędzy Kalwarią Zebrzydowską i granicą województw małopolskiego i śląskiego. Postępowanie to zostało unieważnione w maju 2019 r. z powodu przekroczenia kosztorysu i braku możliwości zwiększenia kwoty dla tego zamówienia przez zamawiającego. W lipcu 2019 został ogłoszony nowy przetarg na rewitalizację odcinka Wadowice – Andrychów z budową mijanki w Barwałdzie Średnim. Postępowanie to zostało rozstrzygnięte dopiero w licytacji elektronicznej, ze względu na przekroczenie kosztorysu i konieczność zwiększenia puli środków na to zadanie. Za najkorzystniejszą ofertę uznano zgłoszenie konsorcjum polskiego i czeskiego oddziału firmy Skanska. Zakłada się, że w efekcie prac na tym odcinku prędkość maksymalna wzrośnie miejscami do 80 km/h.
W 2023 roku oddano do użytku łącznicę na stacji Kalwaria Zebrzydowska, która umożliwiła kursowanie pociągów z Krakowa w kierunku Wadowic i Bielska–Białej bez konieczności zmiany czoła na stacji Kalwaria Zebrzydowska Lanckorona.
Istnieją zamierzenia dalszej rewitalizacji linii kolejowej nr 117. Wykonanie rewitalizacji odcinka Kalwaria Zebrzydowska Lanckorona – Wadowice oraz Andrychów – granica województwa, uzależnione od dostępności środków finansowych. Rozważa się sfinansowanie tego etapu zadania z Regionalnego Programu Operacyjnego Województwa Małopolskiego na lata 2021–2027. Analizuje się też możliwość rewitalizacji odcinka Bielsko-Biała – granica województwa w ramach Regionalnego Programu Operacyjnego Województwa Śląskiego na lata 2021–2027.

## Charakterystyka techniczna
Linia kolejowa na odcinku Kalwaria Zebrzydowska Lanckorona – Wadowice (od -0.188 do 17.950 km) oraz granica województwa – Bielsko-Biała (od 47.100 do 59.007 km) jest klasy C3, podczas gdy odcinek Wadowice – granica województwa jest niesklasyfikowany.
Ze względu na geometrię oraz stan techniczny tej drogi szynowej, wprowadzono następujące ograniczenia:
- w km 17,950-47,100 zakaz stosowania podwójnej trakcji, lokomotyw popychających oraz lokomotyw o układzie osi Co-Co i pociągów z tymi lokomotywami[11];
- w km 47,100-57,949 zakaz stosowania lokomotyw o układzie osi Co-Co i pociągów z tymi lokomotywami[11].

Według stanu z 25 września 2022 roku obowiązują następujące prędkości maksymalne dla pociągów i zespołów trakcyjnych:
| Prędkość        | Prędkość               | Prędkość         | Kilometraż | Kilometraż |
| --------------- | ---------------------- | ---------------- | ---------- | ---------- |
| składy wagonowe | autobusy szynowe i EZT | pociągi towarowe | od         | do         |
| 60              | 60                     | 60               | -0,188     | 1,240      |
| 40              | 40                     | 40               | 1,240      | 2,100      |
| 60              | 60                     | 60               | 2,100      | 3,010      |
| 60              | 60                     | 60               | 3,010      | 6,090      |
| 50              | 50                     | 50               | 6,090      | 6,650      |
| 60              | 60                     | 50               | 6,650      | 8,975      |
| 60              | 60                     | 50               | 8,975      | 12,042     |
| 50              | 50                     | 50               | 12,042     | 12,585     |
| 60              | 60                     | 50               | 12,585     | 14,395     |
| 50              | 50                     | 50               | 14,395     | 15,239     |
| 60              | 60                     | 50               | 15,239     | 16,526     |
| 50              | 50                     | 50               | 16,526     | 16,790     |
| 60              | 60                     | 50               | 16,790     | 18,600     |
| 80              | 80                     | 60               | 18,600     | 21,942     |
| 60              | 60                     | 50               | 21,942     | 22,123     |
| 80              | 80                     | 60               | 22,123     | 26,670     |
| 70              | 70                     | 60               | 26,670     | 30,050     |
| 50              | 50                     | 50               | 30,050     | 31,046     |
| 40              | 40                     | 40               | 31,046     | 42,000     |
| 50              | 50                     | 50               | 42,000     | 44,500     |
| 40              | 40                     | 40               | 44,500     | 47,100     |
| 60              | 60                     | 40               | 47,100     | 59,007     |

'
Linia charakteryzuje się przeważnie złym stanem technicznym toru.
| Odcinek                                         | Tor                 | Przytwierdzenie                   | Podkłady                      | Podsypka | Rok wbudowania              |
| ----------------------------------------------- | ------------------- | --------------------------------- | ----------------------------- | -------- | --------------------------- |
| Kalwaria Zebrzydowska Lanckorona – Klecza Górna | klasyczny (stykowy) | śrubowe typu „K”                  | drewniane oraz strunobetonowe | tak      | 1995                        |
| Klecza Górna – Wadowice                         | bezstykowy          | sprężysto – śrubowe typu „Skl-12” | stalowe typu „Y”              | tak      | 2006                        |
| Wadowice – Andrychów                            | bezstykowy          | sprężyste typu SB-3               | strunobetonowe                | tak      | 2020                        |
| Andrychów – Kęty                                | klasyczny (stykowy) | śrubowe typu „K”                  | drewniane oraz strunobetonowe | tak      | 1990                        |
| Kęty – granica województwa                      | klasyczny (stykowy) | śrubowe typu „K”                  | drewniane                     | tak      | 1990 (punktowo: 2016)       |
| granica województwa – Bielsko-Biała             | klasyczny (stykowy) | śrubowe typu „K”                  | drewniane                     | tak      | 1990 (punktowo: 2018, 2020) |

## Eksploatacja linii

### Ruch pociągów pasażerskich
Szlak jest głównie wykorzystywany przez składy osobowe Przewozów Regionalnych obsługujące relację Bielsko-Biała Główna – Kraków Główny. Kursują też pociągi pośpieszne do Zakopanego obsługiwane przez PKP Intercity. W przyszłości planuje się uruchomienie dodatkowych przewozów pasażerskich w relacji Andrychów – Kraków Główny przez Koleje Małopolskie jako SKA22. Według danych z 1999 r. dobowe potoki pasażerskie wynosiły odpowiednio:
- na odcinku Kalwaria Zebrzydowska Lanckorona-Wadowice – 450 osób;

- na odcinku Wadowice-Bielsko-Biała – 2400 osób.

| Nazwa                            | Wymiana pasażerska [liczba osób] | Uwagi                                               |
| -------------------------------- | -------------------------------- | --------------------------------------------------- |
| Bielsko-Biała Główna             | 4 500                            | ruch generowany głównie przez linię kolejową nr 139 |
| Bielsko-Biała Wschód             | 50 – 99                          |                                                     |
| Krzemionki                       | 0 – 9                            |                                                     |
| Kozy                             | 50 – 99                          |                                                     |
| Kozy Zagroda                     | 20 – 49                          |                                                     |
| Kęty Podlesie                    | 50 – 99                          |                                                     |
| Kęty                             | 100 – 149                        |                                                     |
| Zamek Bulowicki                  | 10 – 19                          |                                                     |
| Bulowice                         | 20 – 49                          |                                                     |
| Andrychów Górnica                | 20 – 49                          |                                                     |
| Andrychów                        | 100 – 149                        |                                                     |
| Inwałd                           | 20 – 49                          |                                                     |
| Chocznia Górna                   | 10 – 19                          |                                                     |
| Chocznia                         | 10 – 19                          |                                                     |
| Wadowice                         | 50 – 99                          | linia kolejowa nr 103 jest nieczynna                |
| Klecza Dolna                     | 0 – 9                            |                                                     |
| Klecza Górna                     | 0 – 9                            |                                                     |
| Barwałd Średni                   | 0 – 9                            |                                                     |
| Barwałd Górny                    | 0 – 9                            |                                                     |
| Kalwaria Zebrzydowska            | 10 – 19                          |                                                     |
| Kalwaria Zebrzydowska Lanckorona | 100 – 149                        | ruch generowany także przez linię kolejową nr 97    |